# Lautaro (Chile)
Lautaro é uma comuna do Chile, da Província de Cautín na IX Região de Araucanía.